# Wisdom Teeth
Wisdom Teeth è un singolo della cantante statunitense Bea Miller pubblicato il 7 ottobre 2020.

## Tracce
1. Wisdom Teeth – 3:00